# Hoffmannia verticillata
Hoffmannia verticillata là một loài thực vật có hoa trong họ Thiến thảo. Loài này được (Ruiz & Pav.) Standl. mô tả khoa học đầu tiên năm 1929.